# Кожухаров, Владимир
Владимир Кожухаров (фр. Vladimir Kojoukharov; род. 1936) — болгарско-французский дирижёр и композитор.
Окончил Софийскую академию музыки, стажировался в Италии у Франко Феррары и в Берлине у Герберта фон Караяна. В 1962 году выиграл Безансонский международный конкурс молодых дирижёров, в 1964 году был удостоен серебряной медали на Международном конкурсе дирижёров имени Димитриса Митропулоса в Нью-Йорке.
C 1986 года живёт и работает во Франции, дебютировав в Париже как композитор оперой «Кошачий рай» (фр. Le Paradis des chats, собственное либретто на основе японской народной сказки), полностью написанной для детских голосов; в 1989 г. там же осуществил её запись. В 1990 году в Монпелье основал и до 2009 года возглавлял молодёжный оперный театр, для которого написал ещё детские оперы «Золушка» (фр. Cendrillon) и «Республика! Республика!» (итал. Republica! Republica!), а также кантаты «Взгляд звезды» (фр. Regard d'étoile) и «Ветерок и девочка» (фр. Le vent et la petite fille) — все для детских голосов.
Кроме того, Кожухарову принадлежит также первый музыковедческий комментарий к сохранившимся фрагментам музыки оперы Михаила Матюшина «Победа над Солнцем», вошедший в состав послесловия к публикации либретто Алексея Кручёных.